# Marco de' Marconi
Marco de' Marconi (Mantova, 1480 – Mantova, 24 febbraio 1510) è stato un religioso italiano dei Poveri eremiti di San Girolamo. Fu beatificato, per equipollenza, da papa Pio X nel 1906.

## Biografia
Appartenente a un'agiata famiglia, abbracciò sedicenne la vita religiosa tra i girolamini del convento di San Matteo al Migliarino, situato fuori dalla porta Cerese della città di Mantova, e si distinse per la vita di preghiera e penitenza.
Morì trentenne.

## Culto
La sua salma fu esumata a due anni dalla morte: trovata incorrotta, fu collocata in chiesa. Nel 1629 la chiesa di San Matteo al Migliarino, che sorgeva in posizione extra moenia, fu abbattuta e la comunità girolamina si trasferì nel convento di San Matteo in Fiera, entro le mura, portando con sé il corpo del beato. Le reliquie ebbero numerose ricognizioni e traslazioni fino al 1805, quando furono collocate in cattedrale nella cappellina di Santa Croce.
Il processo per la conferma del culto fu avviato nel 1830 e portato a termine dal vescovo Giovanni Maria Berengo nel 1882. Il suo culto ab immemorabili fu confermato il 2 marzo 1906 da papa Pio X, che precedentemente era stato anche vescovo di Mantova.
Il suo elogio si legge nel Martirologio romano al 24 febbraio.